# From Fear to Eternity
| Оценки критиков | Оценки критиков |
| Источник        | Оценка          |
| --------------- | --------------- |
| About.com       | [ 1 ]           |
| Allmusic        | [ 2 ]           |
| Classic Rock    | [ 3 ]           |
| Metal Hammer    | 8/10            |
| PopMatters      | 7/10            |
| Thrash Magazine | 8.4/10          |

From Fear to Eternity: The Best of 1990–2010 — сборник композиций британской хэви-метал-группы Iron Maiden, состоящий из композиций с альбомов, выпущенных в период с 1990 по 2010 года. Был издан в 2011 году, как логическое продолжение предыдущего сборника Somewhere Back in Time: The Best of 1980—1989.

## Об альбоме

### Обложка
Обложка сборника была разработана Мельвином Грантом и содержит отсылки к каждому из альбомов Iron Maiden периода 1990—2011 годов. На ней изображён Эдди в образе жнеца с обложки альбома Dance of Death на фоне горящего плетёного человека (отсылка к синглу «The Wicker Man») и танка (отсылка к альбому A Matter of Life and Death) с нанесённой на него гравировкой альбома The Final Frontier, дерево за спиной Эдди является отсылкой к альбому Fear of the Dark; крест, высеченный на нём, отсылка к The X Factor, надгробие в нижнем левом углу — к No Prayer for the Dying, а горящее здание с людьми — к Virtual XI.

### Критика
Общее впечатление у прессы сложилось положительное. Журнал Metal Hammer похвалил сборник «за работу по сбору самого близкого сердцу за прошлые два десятилетия», хотя назвал отсутствие Блейза Бейли в альбоме «затруднением, но к лучшему».

## Список композиций

### Диск № 1
| #  | Оригинальное название               | Перевод                       | С альбома                                         | Слова / Музыка                          | Время |
| -- | ----------------------------------- | ----------------------------- | ------------------------------------------------- | --------------------------------------- | ----- |
| 1  | The Wicker Man                      | Плетеный человек              | Brave New World                                   | Эдриан Смит, Брюс Дикинсон, Стив Харрис | 4:35  |
| 2  | Holy Smoke                          | Священный дым                 | No Prayer for the Dying                           | Брюс Дикинсон, Стив Харрис              | 3:48  |
| 3  | El Dorado                           | Эльдорадо                     | The Final Frontier                                | Эдриан Смит, Брюс Дикинсон, Стив Харрис | 6:48  |
| 4  | Paschendale                         | Пашендейль                    | Dance of Death                                    | Эдриан Смит, Стив Харрис                | 8:28  |
| 5  | Different World                     | Другой мир                    | A Matter of Life and Death                        | Эдриан Смит, Стив Харрис                | 4:18  |
| 6  | Man on the Edge (Live)              | Человек на грани              | оригинал в альбоме The X Factor                   | Блэйз Бэйли, Яник Герс                  | 4:40  |
| 7  | The Reincarnation of Benjamin Breeg | Реинкарнация Бенджамина Брига | A Matter of Life and Death                        | Дэйв Мюррей, Стив Харрис                | 7:22  |
| 8  | Blood Brothers                      | Кровные братья                | Brave New World                                   | Стив Харрис                             | 7:14  |
| 9  | Rainmaker                           | Творец дождя                  | Dance of Death                                    | Брюс Дикинсон, Дэйв Мюррей, Стив Харрис | 3:49  |
| 10 | Sign of the Cross (Live)            | Крестное знамение             | Rock in Rio (оригинал в альбоме The X Factor)     | Стив Харрис                             | 10:49 |
| 11 | Brave New World                     | Дивный новый мир              | Brave New World                                   | Брюс Дикинсон, Дэйв Мюррей, Стив Харрис | 6:18  |
| 12 | Fear of the Dark (Live)             | Боязнь темноты                | Rock in Rio (оригинал в альбоме Fear of the Dark) | Стив Харрис                             | 7:40  |

### Диск № 2
| #  | Оригинальное название                   | Перевод                       | С альбома                                   | Слова / Музыка                          | Время |
| -- | --------------------------------------- | ----------------------------- | ------------------------------------------- | --------------------------------------- | ----- |
| 1  | Be Quick or Be Dead                     | Поспеши или умри              | Fear of the Dark                            | Брюс Дикинсон, Яник Герс                | 3:24  |
| 2  | Tailgunner                              | Бортовой стрелок              | No Prayer for the Dying                     | Брюс Дикинсон, Стив Харрис              | 4:15  |
| 3  | No More Lies                            | Хватит лжи                    | Dance of Death                              | Стив Харрис                             | 7:21  |
| 4  | Coming Home                             | Возвращение домой             | The Final Frontier                          | Эдриан Смит, Брюс Дикинсон, Стив Харрис | 5:52  |
| 5  | The Clansman (Live)                     | Человек клана                 | Rock in Rio (оригинал в альбоме Virtual XI) | Стив Харрис                             | 9:19  |
| 6  | For the Greater Good of God             | Во славу Господа Бога         | A Matter of Life and Death                  | Стив Харрис                             | 9:24  |
| 7  | These Colours Don't Run                 | Эти цвета не поблекнут        | A Matter of Life and Death                  | Эдриан Смит, Брюс Дикинсон, Стив Харрис | 6:52  |
| 8  | Bring Your Daughter... to the Slaughter | Приведи свою дочь... на бойню | No Prayer for the Dying                     | Брюс Дикинсон                           | 4:45  |
| 9  | Afraid to Shoot Strangers               | Бойся стрелять в незнакомцев  | Fear of the Dark                            | Стив Харрис                             | 6:56  |
| 10 | Dance of Death                          | Танец смерти                  | Dance of Death                              | Стив Харрис, Яник Герс                  | 8:36  |
| 11 | When the Wild Wind Blows                | Когда дует буйный ветер       | The Final Frontier                          | Стив Харрис                             | 11:01 |

### Участники записи
- Брюс Дикинсон — вокал
- Дэйв Мюррей — гитара
- Яник Герс — гитара
- Эдриан Смит — гитара
- Стив Харрис — бас гитара, бэк-вокал
- Нико МакБрэйн — ударные